# Prydniprowske (obwód chersoński)
Prydniprowske (ukr. Придніпровське) – przysiółek na południu Ukrainy, w obwodzie chersońskim, w rejonie biłozerskim. Położone na prawym brzegu Dniepru, w sąsiedztwie mostu kolejowego. 150 mieszkańców.